# Victor Alexander
Pour les articles homonymes, voir Alexander.
Victor Alexander, né le 31 août 1969 à Détroit dans le Michigan, est un joueur américain de basket-ball. Il évolue aux postes d'ailier fort et de pivot.